# Graham Bennett
Graham Bennett  (Nelson, 1947)  es un escultor neozelandés.

## Obras
- Reasons for Voyaging

instalada frente a la Galería de Arte de Christchurch (en:) - Nueva Zelanda - Imagen 1 y 2.